# ريتشي بيرك
ريتشي بيرك (بالإنجليزية: Richie Burke) هو لاعب كرة قدم ومدرب كرة قدم بريطاني، ولد في 1962 في ليفربول في المملكة المتحدة. لعب مع نادي تشستر سيتي ونادي سيدني أوليمبيك.